# André-Hubert-Léon Challe
André-Hubert-Léon Challe, francoski general, * 6. marec 1875, † 28. september 1957.